# Kohei Tomita
Kohei Tomita (冨田 康平 Tomita Kohei?), född 9 juni 1996 i Saitama prefektur, är en japansk fotbollsspelare.
Tomita började sin karriär 2018 i Kyoto Sanga FC.